# Mariánská daň
Mariánská daň byla veřejná sbírka určená především k podpoře zachování náboženského života v českém pohraničí, postiženém po druhé světové válce odsunem Němců včetně německého duchovenstva. 

## Historie
Vyhlásil ji v roce 1946 tehdejší rektor pražského kněžského semináře Mons. ThDr. Josef Beran, který chtěl její první výtěžek předložil nástupci kardinála Kašpara v úřadu pražského arcibiskupa (tím se nakonec krátce nato stal on sám). Z výtěžku se hradilo například jízdné za cesty do pohraničí nebo mzda farních sester, ale částečně také opravy sakrálních staveb v pohraničních částech pražské arcidiecéze. Mariánská daň přinášela církvi poměrně hodně peněz, takže byla po únoru 1948 komunistickým režimem zakázána.